# مصطفی الحداوی
مصطفی الحداوی (عربی: مصطفی الحداوی؛ زادهٔ ۲۸ ژوئیهٔ ۱۹۶۱) بازیکن سابق فوتبال اهل مراکش بوده است.
وی در تیم ملی فوتبال مراکش ۴۶ بازی انجام داده است و عضو این تیم در جام جهانی فوتبال ۱۹۸۶ و ۱۹۹۴ بوده است.